# 이와테촌
이와테촌(일본어: 磐手村)은 일본 오사카부 시마카미군·미시마군에 설치되었던 촌이다. 현재의 다카쓰키시 북동부에 해당한다.

## 역사
- 1889년 4월 1일 - 정촌제 시행에 의해 시마카미군 이와테촌이 성립하였다.
- 1896년 4월 1일 - 미시마군이 성립해, 소속이 변경되었다.
- 1931년 1월 1일 - 아쿠타가와정, 오칸무리촌, 시미즈촌과 합병해 새로운 다카쓰키정이 성립하여, 동일 이와테촌이 폐지되었다.